# 土丘牛肝菌
土丘牛肝菌（學名：Boletus barrowsii），俗稱白牛肝菌王（false champignon），是一種廣泛分佈於美國西南部的牛肝菌屬食用菌。這種菌多年來都被誤認為是美味牛肝菌的變種。

## 分類和命名
一直以來，人們都以為土丘牛肝菌是美味牛肝菌的變種，因此並沒有將之分類或命名。於1971年8月21日，在新墨西哥州研究真菌的業餘真菌學家查爾斯·“查克”·巴羅斯（Charles "Chuck" Barrows）在雅各布湖附近採集了這種菌的標本，以供研究用。於1976年，美國真菌學家哈利·德爾伯特·梯也爾和亞歷山大·漢切特·史密斯正式將這種菌自美味牛肝菌分離，並將之改為現名，使之成為一種獨立的品種。
這種菌有時候被人們誤以為是有毒的魔牛肝菌，這是因為二者的菌著外形與顏色均非常相似。可是，魔牛肝菌的菌肉在被切割或撞傷後會變成藍色的，而這種菌的菌肉無論如何都是白色的，因此透過切割菌肉便能分辨二者。

## 描述
土丘牛肝菌的菌蓋直徑長6–25厘米（2-10英寸），呈凹凸狀，表面平滑或略有絨毛，顏色為灰白色、白色或淺黃色。其菌肉為白色，即使被切割或撞傷後均不會改變顏色。其氣孔起初是淡白色的，後來會漸漸變成黃色。孢子印是橄欖色或棕色的，而擔孢子紡錘狀至橢圓狀的，其尺寸為13–15 x 4–5微米。其菌柄較為粗壯，呈白色，有棕色的網紋，高6–20厘米（2½-8寸），直徑為2–6厘米（1-2寸）。和美味牛肝菌相同，人們不時會發現蛆正在吃這種菌。

## 分佈及生境
土丘牛肝菌是以外生菌根的方式生長，並且能在美國西部的內陸西黄松和近岸禾叶栎上找到。子實體會在降雨後出現，並且會在初秋雨天中大量出現。這種菌經常在溫暖的地方出現，尤以亞利桑那州和新墨西哥州為最。它們有時候亦會在科羅拉多州和加利福尼亞州出現。東至聖馬科斯山麓，西至加利福尼亞州聖巴巴拉縣，均有這種菌出現的紀錄。

## 可食性
土丘牛肝菌是一種食用菌，並且在新墨西哥州、亞利桑那州和科羅拉多州是一種普遍的食材。在這種菌被視為一種獨立品種前，它亦經常被用作食材，因為這種菌在當時從屬的品種美味牛肝菌也是一種美味的食用菌。